# John Henry Johnson
John Henry Johnson, född 24 november 1929 i Waterproof, Louisiana, död 3 juni 2011 i Tracy, Kalifornien, var en runningback (fullback) i amerikansk fotboll.
Han spelade för San Francisco 49ers, Detroit Lions och Pittsburgh Steelers i National Football League (NFL).
1987 valdes Johnson in i Pro Football Hall of Fame.